# Czuchowo
Czuchowo (biał. Чухава; ros. Чухово) – wieś na Białorusi, w obwodzie brzeskim, w rejonie pińskim, w sielsowiecie Nowy Dwór, nad Jeziorem Pohost i Wiślicą.
Znajduje się tu parafialna cerkiew prawosławna pw. Narodzenia Matki Bożej.

## Historia
W dwudziestoleciu międzywojennym leżało w Polsce, w województwie poleskim, w powiecie pińskim, w gminie Dobrosławka. Po II wojnie światowej w granicach Związku Sowieckiego. Od 1991 w niepodległej Białorusi.